# Valentina Tăzlăuanu
Valentina Tăzlăuanu (n. 5 ianuarie 1950, Druța, raionul Rîșcani, Republica Moldova – d. 3 iunie 2020, Chișinău, Republica Moldova) a fost o scriitoare (eseistă), jurnalistă și critic de teatru din Republica Moldova. A fost redactorul șef al revistei Sud-Est Cultural. A absolvit Universitatea de Stat din Moldova în 1971. A lucrat pentru Radio Moldova, în calitate de redactor principal la Comitetul pentru editare de carte, în calitate de șef al departamentului de arte la revista Literatura și Arta (1977–1990), ministru adjunct al Culturii (1997–2000). Era membru al Uniunii Scriitorilor din Moldova și membru și secretar al PEN Club Moldova.

## Premii
- Maestru în Artă, 2009.

## Lucrări
- Măsura de prezență, eseuri, ed. Hyperion, 1991;
- Discursuri paralele, eseuri, ed. Cartier, 2005;
- Lumea după Hamlet, eseuri, Chișinău, 2011.